# Запрудино (Московская область)
Запру́дино — деревня в Орехово-Зуевском муниципальном районе Московской области. Входит в состав сельского поселения Новинское. Население — 139 чел. (2010).

## География
Деревня Запрудино расположена в западной части Орехово-Зуевского района, примерно в 16 км к югу от города Орехово-Зуево. В 0,3 км к югу от деревни протекает река Понорь. Высота над уровнем моря 122 м. Ближайшие населённые пункты — деревни Новое, Радованье и Ненилово.

## Название
В письменных источниках деревня упоминается как Запрудня (1784 год), Запруденье (1852-1926 гг.), позднее наименование преобразовано в Запрудино. Название происходит от термина запруда — «плотина, гребля, гать, пересыпь для удержания воды».

## История
В 1926 году деревня являлась центром Запрудинского сельсовета Запонорской волости Орехово-Зуевского уезда Московской губернии.
С 1929 года — населённый пункт в составе Куровского района Орехово-Зуевского округа Московской области, с 1930-го, в связи с упразднением округа, — в составе Куровского района Московской области. В 1959 году, после того как был упразднён Куровской район, деревня была передана в Орехово-Зуевский район.
До муниципальной реформы 2006 года Запрудино входило в состав Новинского сельского округа Орехово-Зуевского района.

## Население
В 1926 году в деревне проживало 595 человек (278 мужчин, 317 женщин), насчитывалось 146 хозяйств, из которых 76 было крестьянских. По переписи 2002 года — 163 человека (72 мужчины, 91 женщина).
| 1926 | 2002 | 2006 | 2010 |
| ---- | ---- | ---- | ---- |
| 595  | ↘163 | ↘158 | ↘139 |